# Яворский, Борис Владимирович
Борис Владимирович Яворский (20 августа 1910, с. Борисовка, Грайворонский уезд, Курская губерния, Российская империя — 18 марта 1991, Гулькевичи, Краснодарский край) — директор совхоза. Герой Социалистического Труда (1957). Член КПСС с января 1944 года.

## Биография
Родился в 1910 году в селе Борисовка Грайворонского уезда Курской губернии (ныне — Борисовский район Белгородской области).
В 1928 году закончил Кучеровский сельскохозяйственный техникум, после чего направлен на работу старшим агрономом в Казахскую ССР. До сентября 1930 года работал агрономом в Павлодарской области.
Затем обучался на Высших агрономических курсах технических культур в Ташкенте, после чего работал в Узбекистане и на Украине. С 1934 года работал агрономом совхоза «Серп и Молот» Новониколаевского района Нижне-Волжского края. После реорганизации совхоза с октября 1935 года работал управляющим агрономом зерносовхоза «15 лет ВЛКСМ», с сентября 1936 года — старший агроном совхоза «Комсомольский» Новониколаевского района Сталинградской области.
В апреле 1941 года назначен директором зерносовхоза «Профсоюзник» Вязовского района Сталинградской области, где проработал все военные годы.
После войны, как опытный организатор сельского хозяйства, дважды назначался директором в отстающие зерносовхозы соседних районов Сталинградской области: в совхоз «АМО» Новоаннинского района (1946—1952) и зерносовхоз «Красный Октябрь» Алексеевского района (1952—1954).
В 1954 году был назначен директором нового совхоза «Бидаикский» Кзылтуского района Кокчетавской области, основанного на целинных землях.
Будучи первым директором совхоза «Бидаикский», организовал вспашку 30 тысяч гектаров целинных земель. В 1956 году совхоз «Бидаикский» собрал 38 400 тонн зерна. За выдающиеся достижения в организации нового сельскохозяйственного производства был удостоен в 1957 году звания Героя Социалистического Труда.
В 1961 году перенёс инсульт, за которым последовали долгое лечение и получение инвалидности 2-й группы. После выздоровления назначен в 1962 году начальником областного объединения «Сортсемовощ».
В июне 1965 года переехал в село Одесское Омской области, где работал в Одесском производственном управлении сельского хозяйства экономистом по труду и зарплате (1965—1968), а затем начальником планового отдела (1968—1969).
В 1969—1971 годах — председатель районной плановой комиссии при Одесском исполкоме райсовета.
В августе 1971 года по состоянию здоровья ушёл на пенсию. Вместе с семьёй переехал в Краснодарский край, где жил его старший брат, также Герой Социалистического Труда, Павел Владимирович Яворский.
Жил в городе Гулькевичи, где умер 18 марта 1991 года. Похоронен на Гулькевичском городском кладбище.

## Награды
- Герой Социалистического Труда (1957)[1];
- Орден Ленина (1957).